# Hyperlais rivasalis
Hyperlais rivasalis là một loài bướm đêm trong họ Crambidae.